# Jean Duvernoy
Jean Duvernoy (* 1917 in Montbéliard; † 18. August 2010 in Toulouse) war ein französischer Jurist und Mediävist.

## Leben
Jean Duvernoy studierte Rechtswissenschaft an der Universität Grenoble und arbeitete anschließend als Rechtsberater für die Staatsgesellschaft Électricité Gaz de France. Neben dieser Tätigkeit hatte Duvernoy als Kenner der lateinischen Sprache ein ausgeprägtes Interesse an der Geschichte der Inquisition und der Häresie im Mittelalter. Zunächst befasste er sich mit der Bewegung der Waldenser, setzte sich aber später mit den Katharern auseinander.
Aufgrund seiner Beziehungen zum Katholischen Institut von Toulouse, einer von fünf Katholischen Universitäten in Frankreich, erhielt Duvernoy ein Empfehlungsschreiben für die Vatikanische Bibliothek. Dort stieß er auf das Register des Inquisitors Jacques Fournier, der im 14. Jahrhundert Bischof von Pamiers war. Duvernoy studierte das Manuskript dieser Inquisitionsprotokolle und edierte 1965 die lateinische Ausgabe unter dem Titel Le Registre d’Inquisition de Jacques Fournier, Évêque de Pamiers (1318–1325) in drei Bänden heraus. Auf dieser Edition beruht die Monografie des Historikers Emmanuel Le Roy Ladurie, die er unter dem Titel Montaillou, village occitan de 1294 à 1324 veröffentlichte. Duvernoy publizierte im Jahr 1978 zudem die französische Übersetzung der Inquisitionsakten in drei Bänden.
Jean Duvernoy ist Autor von mehreren Werken über die Katharer und hat zahlreiche Texte transkribiert und übersetzt. 1981 gründete er mit René Nelli und Michel Roquebert das Centre d’études cathares. Duvernoy verstarb schließlich im Alter von 93 Jahren und wurde am 24. August 2010 in der protestantischen Kirche von Salin in Toulouse beigesetzt.

## Werke (Auswahl)
- Le régime international du Danube. Impr. Plancher, Bonneville (Haute-Savoie) 1941.
- Mit René Nelli, Déodat Roché und Ferdinand Niel: Les cathares. Documents et articles. Édition de Delphes, Paris 1964.
- Le registre d’Inquisition de Jacques Fournier, évêque de Pamiers (1318-1325): manuscrit Vat. latin n° 4030 de la Bibliothèque Vaticane. Ed. Latin, 3 Bde. Privat, Toulouse 1965.
  - Französische Übersetzung: (Civilisation et sociétés 43) La Haye, Paris 1978, ISBN 90-279-7782-8.
- Le catharisme. La religion des cathares. Privat, Toulouse 1976.
- Le catharisme. L’histoire des cathares. Privat, Toulouse 1978.
- Mit Robert Lafont, Paul Labal, Michel Roquebert und Philippe Martel: Le catharisme en Occitanie. Fayard, Paris 1982, ISBN 978-2213009124.
- Dissidents du pays d’Oc, Cathares, Vaudois et Béguins. Privat, Toulouse 1994, ISBN 2-7089-5374-5.
- La religione dei Catari, Fede, Dotrine, Riti. Mediterranee, Rom 2000, ISBN 978-8827213728.